# Matt Oates
Matt Oates (Sacramento, 5 novembre 1981) è un regista, sceneggiatore e produttore cinematografico statunitense.

## Filmografia
Matt Oates vanta tra le sue esperienze lavorative, quella di montatore cinematografico.

### Regista
- The Missing (film 2003) (2003)
- We Don't Work (2003)
- Coat Pockets (2005)
- Farewell Bender o Wasted (2006)

### Sceneggiatore
- The Missing (film 2003) (2003)
- We Don't Work (2003)
- Coat Pockets (2005)
- Farewell Bender o Wasted (2006)

### Produttore
- The Missing (film 2003) (2003)
- We Don't Work (2003)
- Coat Pockets (2005)
- Farewell Bender o Wasted (2006)